# Un transat pour huit

Un transat pour huit est un téléfilm français réalisé par Pierre Joassin diffusé le 4 octobre 2006 sur TF1.

## Synopsis
Florence élève seule ses enfants. La veille du départ en vacances, elle apprend que son contrat à durée déterminée ne sera pas renouvelé. Elle part pourtant dans un camping dans le Sud. Pierre, veuf inconsolable, se rend dans la même station balnéaire que Florence...

## Fiche technique
- Scénario et dialogues : Pierre Joassin
- Durée : 90 minutes
- Pays :  France
- Genre : Comédie
- Année de production : 2005

## Distribution
- Véronique Genest : Florence
- Philippe Caroit : Pierre
- Arthur Vaughan-Whitehead : Nini
- Pénélope Darnat : Émilie
- Michaël Salvador : Sébastien
- Estelle Krol : Eléonore
- Paolina Biguine : Ludivine
- Sarah Labhar : Églantine
- Micky Sébastian : Suzanne
- Pierre Haudebourg : le directeur de l'hôtel
- Éric Boucher : Francis

## Commentaire
- Peu après l'arrivée de Suzanne à l’hôtel, Eleonore rejoint Anthony et lui dit que Suzanne "se prend pour Sharon Stone". Il se trouve que Micky Sebastian, l'actrice qui joue Suzanne, double régulièrement Sharon Stone.